# Ямсковицы
Ямско́вицы (фин. Jamskovitsa) — деревня в Опольевском сельском поселении Кингисеппского района Ленинградской области.

## История
Впервые упоминается в Писцовой книге Водской пятины 1500 года как село Ямская Весь в Егорьевском Ратчинском погосте Ямского уезда.
На карте Ингерманландии А. И. Бергенгейма, составленной по шведским материалам 1676 года, обозначена деревня Jamskovitsby.
На шведской «Генеральной карте провинции Ингерманландии» 1704 года — деревня Jamskovitz и мыза Jamskovitz hof.
Как церковная деревня Ямсковицы она упомянута на «Географическом чертеже Ижорской земли» Адриана Шонбека 1705 года.
Деревня Ямсковичи обозначена на карте Ингерманландии А. Ростовцева 1727 года.
Как деревня Емсково упоминается на карте Санкт-Петербургской губернии Я. Ф. Шмидта 1770 года.
На карте Санкт-Петербургской губернии Ф. Ф. Шуберта 1834 года обозначена деревня Ямсковицы, состоящая из 75 крестьянских дворов.

ЯМСКОВИЦЫ — деревня принадлежит наследникам покойного генерал-адъютанта графа Шувалова, число жителей по ревизии: 253 м. п., 249 ж. п. (1838 год)

В пояснительном тексте к этнографической карте Санкт-Петербургской губернии П. И. Кёппена 1849 года она записана как деревня Jamskowitz (Ямсковицы) и указано количество её жителей на 1848 год: савакотов — 16 м. п., 20 ж. п., всего 36 человек, русских — 386 человек.
Деревня Ямсковицы из 75 дворов обозначена на карте профессора С. С. Куторги 1852 года.

ЯМСЮКОВИЦЫ — деревня графа Шувалова, 10 вёрст по почтовой дороге, а остальное по просёлкам, число дворов — 87, число душ — 213 м. п. (1856 год)

ЯМСКОВИЦЫ — деревня, число жителей по X-ой ревизии 1857 года: 184 м. п., 221 ж. п., всего 405 чел.

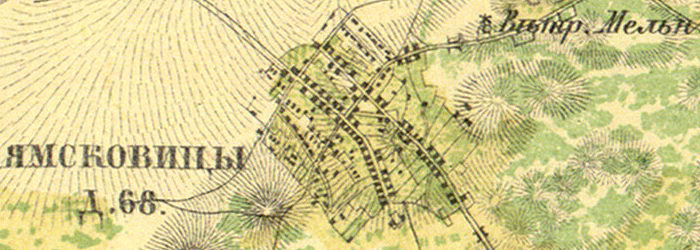
Деревня Ямсковицы на карте 1860 года

Согласно «Топографической карте частей Санкт-Петербургской и Выборгской губерний» в 1860 году деревня Ямсковицы насчитывала 68 дворов, к северо-востоку от деревни находилась ветряная мельница.

ЯМСКОВИЦЫ — деревня владельческая при колодцах, число дворов — 81, число жителей: 182 м. п., 201 ж. п.; Часовня православная. (1862 год)

ЯМСКОВИЦЫ — деревня, по земской переписи 1882 года: семей — 73, в них 186 м. п., 187 ж. п., всего 373 чел.

ЯМСКОВИЦЫ — деревня, число хозяйств по земской переписи 1899 года — 61, число жителей: 127 м. п., 157 ж. п., всего 284 чел.;
 разряд крестьян: бывшие владельческие; народность: русская — 265 чел., финская — 6 чел., эстонская — 13 чел.

В состав Ямсковицкого сельского общества, входил также финский выселок Юхкома.
В конце XIX — начале XX века деревня административно относилась к Ополицкой волости 1-го стана Ямбургского уезда Санкт-Петербургской губернии. По приходским данным население деревни было смешанным — финско-русским.
С 1917 по 1923 год деревня Ямсковицы входила в состав Ямсковицкого сельсовета Ополицкой волости Кингисеппского уезда.
С 1923 года в составе Ястребинской волости.
С 1924 года в составе Ополицкого сельсовета.
Согласно данным переписи населения СССР 1926 года в деревне Ямсковицы проживали 342 человека — большинство русские, а также эстонцы и белорусы.
С февраля 1927 года в составе Кингисеппской волости. С августа 1927 года в составе Кингисеппского района.
С 1928 года в составе Гурлевского сельсовета. В 1928 году население деревни Ямсковицы составляло 343 человека.

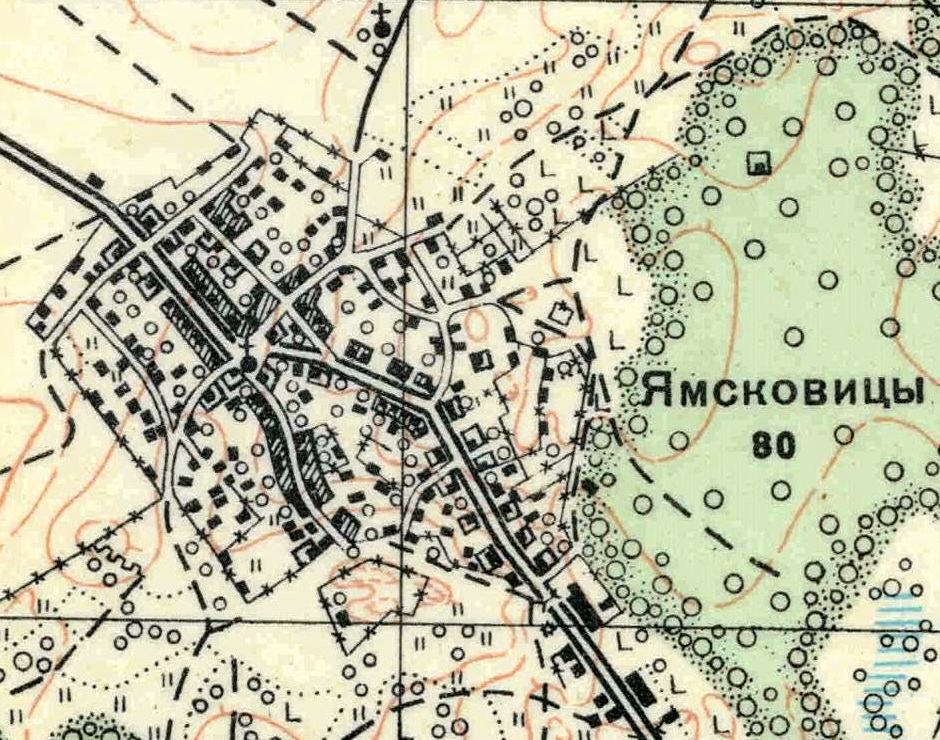
План деревни Ямсковицы. 1930 год

Согласно топографической карте 1930 года деревня насчитывала 80 дворов. В центре и на северной окраине деревни находились часовни.
По данным 1933 года деревня Ямсковицы входила в состав Алексеевского сельсовета Кингисеппского района.
C 1 августа 1941 года по 31 января 1944 года деревня находилась в оккупации.
С 1954 года в составе Опольевского сельсовета.
В 1958 году население деревни Ямсковицы составляло 234 человека.
По данным 1966, 1973 и 1990 годов деревня Ямсковицы также находилась в составе Опольевского сельсовета Кингисеппского района.
В 1997 году в деревне Ямсковицы проживал 71 человек, в 2002 году — 62 человека (русские — 92 %), в 2007 году — 73.

## География
Деревня расположена в восточной части района на автодороге 41А-186 (Толмачёво — автодорога «Нарва»).
Расстояние до административного центра поселения — 2,5 км.
Расстояние до ближайшей железнодорожной станции Веймарн — 3 км.

## Демография
| 1862 | 2007 | 2010 | 2017 |
| ---- | ---- | ---- | ---- |
| 383  | ↘73  | ↘61  | ↗87  |

### Национальный состав
Согласно данным Всероссийской переписи населения 2021 года в деревне проживали 96 человек, из них:
 русские — 86 человек, белорусы — 3, азербайджанцы — 1 человек, остальные национальность не указалии.

## Известные уроженцы
- Слепнёв, Маврикий Трофимович (1896—1965) — советский лётчик, участник спасения челюскинцев, пятый Герой Советского Союза (1934)